# باشگاه فوتبال دارمشتات ۹۸
باشگاه دارمشتات ۹۸ (به آلمانی: Sportverein Darmstadt 1898 e.V.) یک باشگاه فوتبال آلمانی است که در شهر دارمشتات، ایالت هسن قرار دارد و در سال ۱۸۹۸ با نام المپیا دارمشتات (انگلیسی: FC Olympia Darmstadt) تأسیس شده‌است. ورزشگاه اختصاصی این تیم بولن‌فالتور است که در سال ۱۹۲۱ افتتاح شده‌است.  امروزه فوتبالیست‌ها بخشی از این باشگاه ورزشی هستند که به اعضای خود که حدود ۱٬۲۰۰ نفر هستند بسکتبال، جودو، پینگ پونگ و پیاده‌گردی را نیز عرضه می‌کند.
در فصل ۲۰۱۵-۲۰۱۴ بوندس‌لیگا ۲ این باشگاه با کسب مقام دومی موفق به صعود به بوندس‌لیگا شد.